# Поль Анрі Фішер
Поль Анрі Фішер (фр. Paul Henri Fischer; 7 липня 1835, Париж — 29 листопада 1893, Париж) — французький лікар, ветеринар та палеонтолог.

## Біографія
З юності цікавився історією. Вивчав медицину в університеті Бордо та Парижа. Працював помічником Аршіака у відділі палеонтології Музею природної історії у Парижі. 1863 року отримав ступінь доктора наук в галузі медицини і працював протягом десяти років лікарем, перш ніж звернувся до палеонтології.
З 1856 — спільно з Бернарді редагував Journal de Conchyliologie. Опублікував і проводив дослідження, насамперед, сучасних та викопних молюсків. У 1880—1883 брав участь у чотирьох морських біологічних експедиціях.
Його основна робота — тритомник «Manuel de conchyliologie et de paléontologie conchyliologique», що містить близько 1370 сторінок.
Серед його праць «Дослідження копалин рептилій Південної Африки» (1870), «Каталог голозябрових і головоногих океанського узбережжя Франції» (1867—1875), «Каталог та географічний розподіл наземних, морських та річкових молюсків Індокитаю» (1891) та ін.
Кілька разів обирався президентом Французького геологічного товариства (Société Géologique de France) та Зоологічного товариства Франції (1886, La Société zoologique de France).

## Вибрана бібліографія
- 1864—1873 — Faune conchyliologique marine du departement de la Gironde et des cotes du sud-ouest de la France.
- 1867—1875 — Catalogue des nudibranches et céphalopodes des cotes océaniques de la France.
- 1885 — Une nouvelle classification des bivalves.
- 1885—1887 — Manuel de conchyliologie et de paléontologie conchyliologique.
- 1893—1894 — Études sur les mollusques terrestres et fluviatiles.